# La caduta delle aquile
La caduta delle aquile (The Blue Max) è un film di guerra del 1966 diretto da John Guillermin che narra l'ascesa e la caduta del tenente Bruno Stachel, un arrivista pilota da caccia tedesco, impegnato sul fronte occidentale durante la prima guerra mondiale.
Il titolo originale del film prende il nome dall'Ordine Pour le Mérite, la più alta decorazione militare prussiana, non più attribuita con la fine dell'Impero tedesco.

## Trama
Prima guerra mondiale, fronte occidentale, Bruno Stachel è un giovane sergente dell'esercito tedesco che, non senza difficoltà, riesce ad entrare nella Luftstreitkräfte, l'aviazione militare tedesca, divenendo ufficiale. Il suo ambientamento nella squadriglia comandata dal colonnello Otto Heidemann è tuttavia difficoltoso ed il suo desiderio di salire la scala sociale è presto osteggiato dai camerati, tutti di nobile estrazione, che progressivamente iniziano ad irriderlo ed a voltargli le spalle.

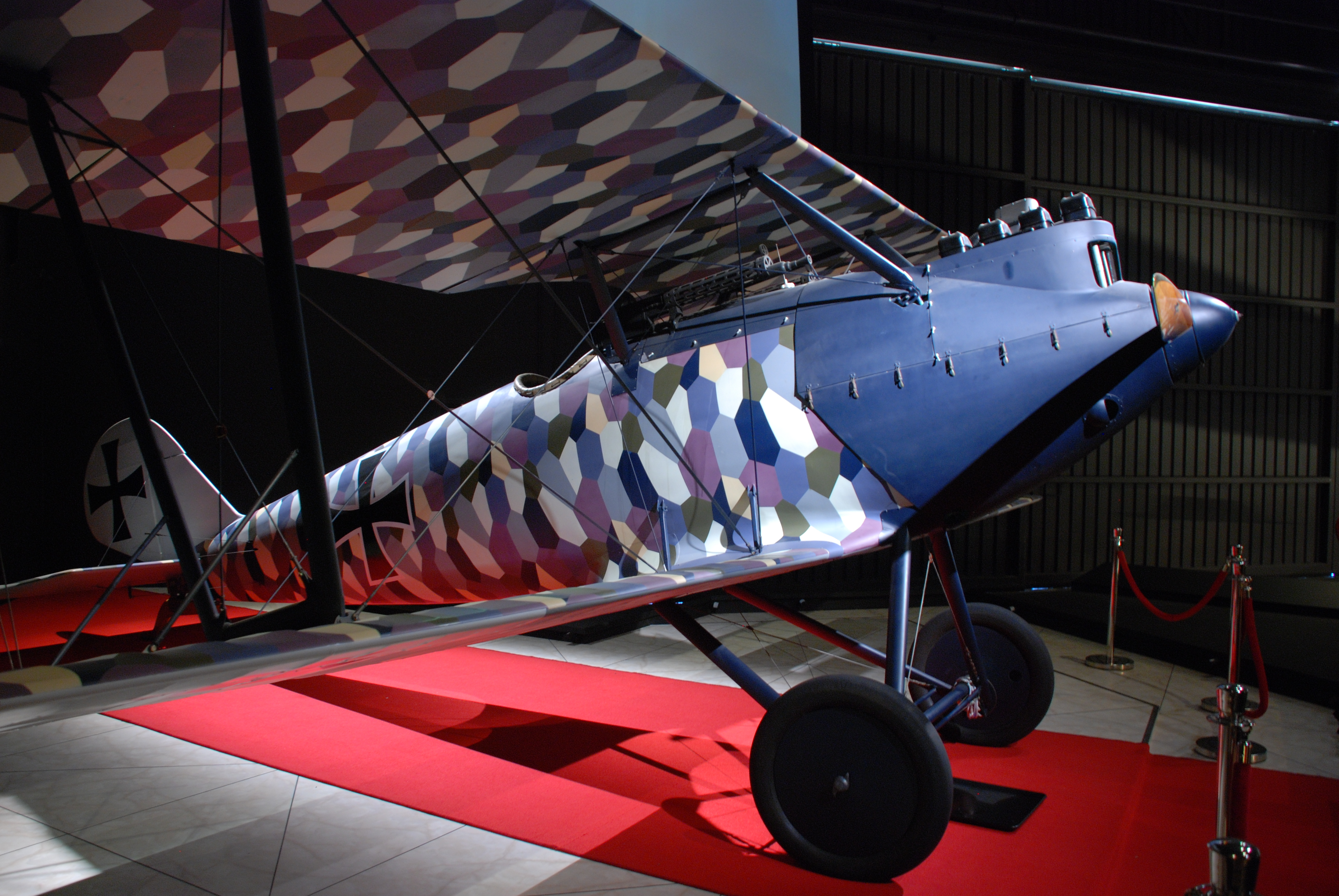
Il Pfalz D.III, replica volante utilizzata nella produzione del film, esposta al Omaka Aviation Heritage Center, Omaka, Nuova Zelanda

La situazione degenera quando, dopo avere catturato un aereo britannico, a causa di un gesto improvviso del mitragliere che Bruno scambia per un tentativo di reazione, lo abbatte proprio mentre lo stava facendo atterrare nel campo. Questo provoca il disappunto di tutti gli astanti ed un'inchiesta da parte del comandante ma, grazie alla testimonianza di Willi von Klugermann, un nobile asso dell'aviazione, nipote del generale von Klugermann, che aveva appena ricevuto la croce azzurra dopo avere conseguito la sua ventesima vittoria, viene scagionato.
La sua popolarità tuttavia cresce e la macchina della propaganda, esaltando le sue umili origini, ne fa un eroe popolare, ma il suo desiderio di conseguire la decorazione provoca molte perdite tra i giovani piloti che hanno rimpiazzato i veterani caduti durante il conflitto, i quali ingenuamente lo seguono in ogni sua azione avventata, provocando il disappunto del comandante Heidemann, che inutilmente ne chiede il trasferimento, ed il suo arrivismo arriva al punto di umiliare la moglie del generale Klugermann, con la quale ha iniziato una relazione.
La reazione della donna è immediata e minaccia Bruno di rivelare quanto le ha confidato, ossia che le sue ultime due vittorie, quelle che gli hanno consentito di ricevere l'agognata decorazione Pour le Mérite, sono in realtà state conseguite da Willi von Klugermann nipote del generale.  Il generale, impossibilitato a ritirare la decorazione appena assegnata per evitare il discredito e lo scandalo per il Corpo, lo punisce non avvertendolo del pericolo rappresentato dalla scarsa stabilità di un nuovo monoplano che il giovane asso è chiamato a pilotare di fronte alla folla venuta per festeggiarlo. La vicenda si chiude con l'incidente mortale di Stachel.

## Produzione

### Riprese
Le riprese del film si sono svolte in Irlanda.

## Curiosità
- George Peppard e Jeremy Kemp un anno prima avevano recitato insieme nel film Operazione Crossbow, diretto da Michael Anderson.